# Championnat de France de baseball Élite 2002
Navigation
2001 2003
L'édition 2002 du championnat de France de baseball Élite sacre les Lions de Savigny-sur-Orge. Il s'agit du quatrième titre gagné par Savigny.

## Clubs
- Barracudas de Montpellier
- Lions de Savigny-sur-Orge
- Tigers de Toulouse
- Huskies de Rouen
- Paris Université Club
- Seagulls de Cherbourg
- Cougars de Montigny
- Cavigal Nice sports baseball
- INSEP

## Demi-finales
- Lions de Savigny-sur-Orge(4) bat Huskies de Rouen(1)
- Paris Université Club(2) - Barracudas de Montpellier(3) 1-2 : 11/9, 4/8 et 5/7.

## Finale
Lions de Savigny-sur-Orge(4) bat Barracudas de Montpellier(3) 3-2 : 3/5, 10/5, ?/?, ?/? et 12-2(7).
Lions de Savigny-sur-Orge est champion de France.

## Promotion/relégation
- Tigers de Toulouse(5) bat Cavigal Nice sports baseball(8)
- Seagulls de Cherbourg(6) - Cougars de Montigny(7) 0-2 : 5/13 et 9/19(7).
- Seagulls de Cherbourg(6) - Cavigal Nice sports baseball(8) 2-0 : 3/2 et 4/2.

À l'issue de la saison, l'Élite passe de 9 à 8 huit clubs. Le Cavigal Nice sports baseball et les Cougars de Montigny sont relégués en Nationale 1 à l'issue de la saison. Les Panthères de Pessac sont promus.